# يواسا
يواسا (باليابانية: 湯浅町) هي بلدية في اليابان، وبلدة في اليابان، تقع في واكاياما، ومقاطعة أريدا، بلغ عدد سكانها 11,752 نسمة وذلك حسب إحصائيات سنة 2017، تبلغ مساحتها 20.80 كيلومتر مربع.

## الموقع
تشترك في الحدود مع:
- أريدا، واكاياما
- Hirogawa, Wakayama [الإنجليزية]‏
- آريداغاوا.